# Земља Виљема Тела
Земља Виљема Тела је друга белетристичка књига Милана Ст. Протића изашла 2018. године. Написана је у виду путописа и повесних прича кроз „утиске, запажања и размишљања”. Настала је током пишчевога дипломатског службовања у Швајцарској. Име је инспирисано великим (митским) средњовековним јунаком из Швајцарске Виљемом Телом. Издата је у два издања.

## О књизи
Милан Ст. Протић је именован за амбасадора Србије у Швајцарској и Лихтенштајну 2009. године. Он у књизи износи становиште да би ваљало написати нешто о земљи у којој службујеш. Протићева инспирација је била књига Градови и химере Јована Дучића који у писмима описује пределе у којима је био и службовао (између осталог и у Швајцарској, што Протић и цитира неретко). Протић је о томе рекао:
„Из тог разговора са Дучићем и својих утисака и искустава које сам понео из те земље проистекла је ова књига, која би најпре могла да буде дефинисана као путопис. Садржи читав низ истинитих прича, историјских и савремених које сам открио и у којима сам учествовао, а био и сведок током тих пет година у земљи Виљема Тела.”
Он почиње хронолошки од Атиле и његовог похода на Рим преко тадашње Хелветике, а данашње Швајцарске. У књизи се смењују портрети знаменитих Швајцараца, путописи о Швајцарским географским областима, али има и елемената мемоара поготову када се прича о његовом лобирању код Дика Мартија за покретање поступка прозив лидера косовских Албанаца који су осумњичени да су отетим неалбанцима вадили органе на северу Републике Албаније.
Земља Виљема Тела је друга књига из белетристике аутора Протића (после Синајскога јеванђеља издатог 2017).